# SARah
SARah ist ein Aufklärungssatellitensystem der Bundeswehr für die abbildende Aufklärung. Es ist als Ersatz des Systems SAR-Lupe vorgesehen. Zur Bildgebung nutzen die SARah-Satelliten – wie das Vorläufersystem – Synthetic Aperture Radar (SAR). 
Laut Konzeption besteht das System aus drei Satelliten und zwei Bodenstationen. Mit Stand Mai 2025 sind alle drei Satelliten und mindestens eine Bodenstation in Betrieb. Eine spätere Ergänzung um weitere Satelliten ist möglich.

## Entwicklung und Technik
Mit der Entwicklung und der Fertigung des Systems zu einem Preis von 816 Millionen Euro wurde am 2. Juli 2013 die Bremer Firma OHB beauftragt. Das Projekt umfasst drei Satelliten, die alle zur Bildgebung Synthetic Aperture Radar (SAR) nutzen. Diese Technik ermöglicht, unabhängig von Licht- und Wetterverhältnissen hochauflösende Radarbilder der Erdoberfläche zu fertigen.
Zwei der SARah-Satelliten (SARah 2 und 3) stammen direkt von OHB als Hauptauftragnehmer und beruhen technisch auf einer Weiterentwicklung der Reflektortechnologie des Vorgängersystems SAR-Lupe, mit dem die Bundeswehr schon seit 2008 Radaraufklärung betreibt. Sie wiegen jeweils 1,8 Tonnen und umkreisen die Erde in rund 500 Kilometern Höhe.
Der dritte SARah-Satellit (SARah 1) wurde von Airbus Defence and Space als Unterauftragnehmer gebaut. Er beruht auf Phased-Array-Radar-Technologie von Astrium, wiegt etwa vier Tonnen und fliegt in rund 750 Kilometern Höhe. Im Vergleich zu SAR-Lupe soll mit dieser neuen Technik eine höhere Bildauflösung bei größerem Sichtfeld und durch mehr Speicher auch eine größere Bildanzahl pro Erdumlauf ermöglicht werden. Die mehrstündigen Lücken bei der Übertragung der Bilder, die entstehen, wenn ein Satellit sich nicht in Sichtweite der Bodenstation in Grafschaft befindet, sollen durch Aufbau einer zweiten Bodenstation im nordschwedischen Kiruna verkleinert werden. Durch mehr Rechenkapazität sollen die Bilder auch schneller übertragen werden können. Das System ist für mindestens zehn Jahre Betriebsdauer ausgelegt.

## Start und Betrieb
Nach ursprünglicher Planung hätten die SARah-Satelliten in den Jahren 2018 und 2019 ins All gebracht werden sollen. Später hatten sich die Starttermine auf 2020–2021 verschoben, dann auf 2022 und 2023.
SARah 1 wurde am 18. Juni 2022 mit einer Falcon-9-Rakete des US-amerikanischen Unternehmens SpaceX von der Vandenberg Space Force Base in Kalifornien gestartet. Nach einer Testphase und Abnahme durch die Bundeswehr ging der Satellit im Oktober 2023 in den Produktivbetrieb über, noch ohne die geplante zweite Bodenstation.
SARah 2 und 3 wurden am 24. Dezember 2023 ebenfalls von SpaceX mit einer Falcon 9 gestartet. Anfang April 2024 wurden erstmals Probleme bei der Inbetriebnahme der beiden OHB-Satelliten bekannt. Sie konnten zunächst nicht in Betrieb genommen werden, da sich die Sensorarme nicht ausklappen ließen. Laut Medienberichten befanden sich die Satelliten vertragsgemäß bis zur Inbetriebnahme im Eigentum von OHB. Der Hersteller trug daher das finanzielle Risiko und wäre in der Pflicht gewesen, Ersatzsysteme zu bauen und ins All zu befördern, falls sich die Satelliten nicht in Betrieb hätten nehmen lassen. Der drohende Verlust der Satelliten sollte OHB bis zu 38 Millionen Euro kosten. Auf der Bilanzpressekonferenz im März 2025 gab OHB-Finanzchef Kurt Melching bekannt, man habe entsprechende Rückstellungen in der Bilanz gebildet.
Die satellitengestützte Aufklärungsfähigkeit der Bundeswehr konnte trotzdem aufrechterhalten werden, da die Satelliten des Vorläufersystems SAR-Lupe, die ihre ursprünglich geplante Lebensdauer bereits überschritten haben, weiterhin funktionieren.
Im Mai 2025 konnten die verklemmten Radarantennen beider Satelliten gelöst werden. Die Geräte wurden in komplexen Flugmanövern so bewegt, dass sich die Blockaden lösten.

## Vergleichbare Radarsatelliten
- Lacrosse (USA)
- COSMO-Skymed (Italien)